# Tanchagem-da-água
Alisma plantago-aquatica é uma espécie de planta com flor pertencente à família Alismataceae. 
A autoridade científica da espécie é L., tendo sido publicada em Species Plantarum 1: 342. 1753.
Os seus nomes comuns são alface-dos-arrozais, alisma, colhereira, colhereiro, coresia, erva-alface, erva-couveira, orelha-de-mula, pão-de-rã, tanchagem-aquática, tanchagem-da-água, tanchagem-de-água.
É uma  planta perene com flor espontânea na maior parte do Hemisfério norte, na Europa, Ásia setentrional, e América do Norte. É uma espécie frequente em todo o território português. Aparece frequentemente em locais húmidos, encharcados e protegidos, como, valas, fossos, margens de cursos de água, pântanos e arrozais. Floresce de maio a setembro (hemisfério norte).
A palavra alisma é de origem Celta e significa "água", e refere-se ao seu habitat. Os primeiros botânicos classificaram-na no género Plantago  devido às semelhanças com as folhas deste grupo taxonómico.

## Descrição

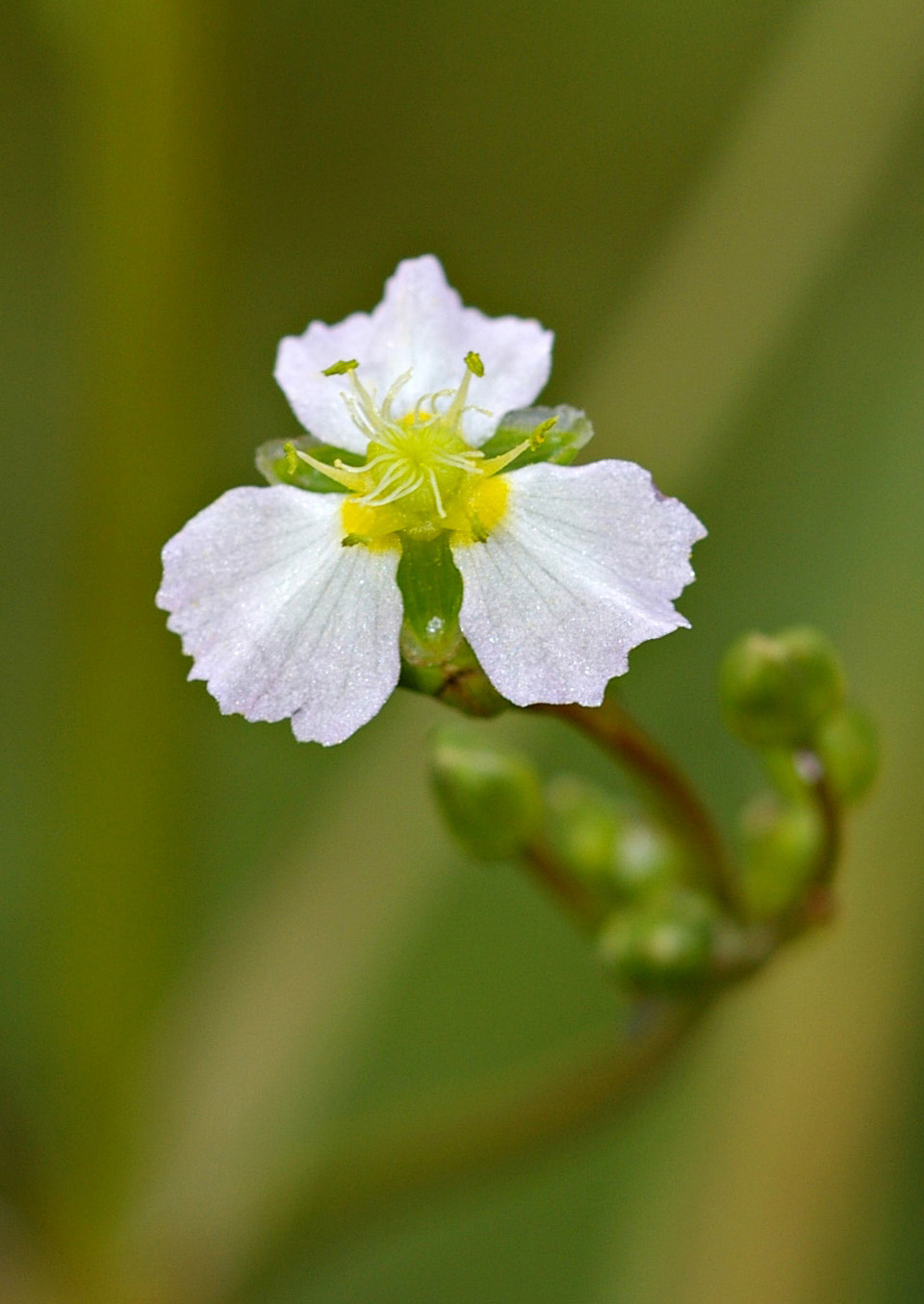

É uma planta aquática perene, submersa ou emersa, com rizoma tuberculoso que pode medir até 80 cm. Parcialmente submersa, as suas gemas de renovo desenvolvem-se debaixo de água. As plantas jovens são constituídas por folhas basilares, de forma lanceolada, dispostas em rosetas sésseis. As folhas adultas, na sua maioria emersas, são geralmente aéreas, ovadas ou ovado-elípticas e na maioria das vezes têm limbo cordiforme e são truncadas na base, com pecíolos compridos. Menos vezes, são largamente lanceoladas ou em forma de cunha, isto é, triangular e com a parte mais estreita no ponto de inserção. A cor das folhas varia do verde claro ao verde escuro. A inflorescência, que pode atingir um metro de altura, é uma panícula grande e ampla, ereta, com flores verticiladas, distando entre si até 20 cm, dispostas em longos pedicelos. A corola é branca ou branco-purpurescente. As anteras são elípticas, com estiletes filiformes, mais ou menos direitos, estigmatosos apenas na região apical, do mesmo comprimento que os ovários ou maiores. O fruto é um múltiplo de aquénios, comprimidos, arredondados no cimo, comprimidos lateralmente, com um a dois sulcos dorsais.

## Cultura em aquário
Em aquariofilia, a transplantação de espécimes recolhidos na natureza não costuma resultar, sendo preferível a recolha de sementes, que devem germinar em areia coberta de água, multiplicando-se posteriormente a partir de pedaços de rizoma dos exemplares já crescidos. Desenvolvem-se bem num substrato de areia grossa misturada com terra vegetal e argila, com espaço suficiente para formar a folhagem pretendida e de modo a não comprometer o desenvolvimento de espécies vegetais mais pequenas, incapazes de competir com o seu sistema radicular. Passados alguns meses deve-se enriquecer o solo com bolas de argila seca e fertilizante.

## Espécies semelhantes
Nos arrozais do Centro e Sul de Portugal encontra-se a espécie, semelhante, Alisma gramineum, com folhas de limbo sublinear muito mais curto do que o pecíolo e mais fácil de aclimatar em aquário. A espécie Alisma lanceolatum  apresenta folhas com limbo geralmente mais curto do que o pecíolo, de forma lanceolada ou linear-lanceolada, atenuando nos dois extremos. A sua inflorescência é de menores dimensões do que a da Alisma plantago-aquatica. 

## Propriedades
A medicina popular atribui-lhe propriedades diuréticas e uma forma de prevenção contra a formação de cálculos renais. Também é usada no tratamento de diabetes. Quando se aplicam as folhas sobre a pele, pode provocar irritação.  De acordo com a Flora of the U.S.S.R. (1934, traduzida em 1968), “Um pó preparado a partir de raizes secas é usado em medicina popular como meio de cura da raiva e folhas esmagadas são usadas contra a congestão mamária; as folhas frescas sãoempregadas em homeopatia. [...] Já que esta espécie é muitas vezes confundida ou identificada com outras do mesmo género, os dados registados podem também referir-se a Alisma orientale or Alisma lanceolatum].”  De facto, a Alisma plantago-aquatica é também conhecidaem inglês como mad-dog weed (erva-do-cão-raivoso), por ser usada na cura da raiva.  Ainda em inglês, não se deve confundir com a espécie Scutellaria lateriflora (mad-dog skullcap), também designada de mad-dog weed .
Alisma orientale foi, no princípio — e ainda hoje, por vezes — classificada como espécie à parte, sendo na verdade uma variedade desta espécie (Alisma plantago-aquatica var. orientale).  Os rizomas de A. orientale têm sido utilizadas na medicina tradicional chinesa,  como ze xie. Vários estudos científicos indicam que o ze xie tem, de facto, propriedades medicinais como efeitos antialérgicos.  Contudo, pode ter também sérios efeitos secundários, sendo reportada também alguma toxicidade, nomeadamente hepatotoxicidade.

## Pesquisa
Estudos ‘’In vitro’’ e com animais têm indicado propriedades biológicas da planta ou de alguns dos seus extratos, nomeadamente como ativador de receptores ativados por proliferador de peroxissomo como hepatoprotetor ou como antialérgico.

## Portugal
Trata-se de uma espécie presente no território português, nomeadamente em Portugal Continental.
Em termos de naturalidade é nativa da região atrás indicada.

## Protecção
Não se encontra protegida por legislação portuguesa ou da Comunidade Europeia.